# Frente Tubu para Salvação da Líbia

A Frente Tubu para a Salvação da Líbia (em árabe: جبهة التبو لإنقاذ ليبيا; em francês: Front Toubou pour la Salut de la Libye) é um grupo criado em meados de 2007 para defender os direitos dos tubus na Líbia. É liderado por Abdal Majibe Issa Almançor, um líder tribal líbio tubu, e tem a sua sede em Oslo, Noruega. O grupo, que havia participado da Guerra Civil Líbia de 2011 do lado do Conselho Nacional de Transição, foi dissolvido em agosto de 2011, com a queda de Trípoli. Apesar disso, o grupo seria revitalizado na março de 2012, com o objetivo de "proteger os tubus de uma limpeza étnica", após combates mortais no início de 2012 entre os tubus e as milícias árabes no sul da Líbia, o que provocou a perda de centenas de vidas.